# Gare d'Argelès-sur-Mer
La gare d'Argelès-sur-Mer est une gare ferroviaire française de la ligne de Narbonne à Port-Bou (frontière), située à proximité du centre-ville d'Argelès-sur-Mer, dans le département des Pyrénées-Orientales, en région Occitanie.
Elle est mise en service en 1866, par la Compagnie des chemins de fer du Midi et du Canal latéral à la Garonne.
C'est une gare de la Société nationale des chemins de fer français (SNCF), desservie par des trains express régionaux TER Occitanie et par ceux de la relation Intercités de nuit Paris-Austerlitz – Cerbère.

## Situation ferroviaire
Établie à 13 mètres d'altitude, la gare d'Argelès-sur-Mer est située au point kilométrique (PK) 489,464 de la ligne de Narbonne à Port-Bou (frontière), entre les gares ouvertes d'Elne et de Collioure. En direction d'Elne, s'intercale le pont ferroviaire sur le Tech.

## Histoire
La station d'Argelès est mise en service le 21 mars 1866 par la Compagnie des chemins de fer du Midi et du Canal latéral à la Garonne, lorsqu'elle ouvre à l'exploitation la section de la gare de Perpignan à celle de Collioure. Les travaux de construction de la ligne et de la station ont été financés et réalisés par l'État, du fait de l'importance plus stratégique qu'économique de ce prolongement.
Elle connait son électrification et sa signalisation actuelle (de type BAL) en 1982.

## Fréquentation
En 2014, selon les estimations de la SNCF, la fréquentation annuelle de la gare était de 118 331 voyageurs. En 2018, cette chiffre a baissé jusqu'à 103 492 voyageurs.
De 2015 à 2021, selon les estimations de la SNCF, la fréquentation annuelle de la gare s'élève aux nombres indiqués dans le tableau ci-dessous. :
| Année     | 2015    | 2016    | 2017    | 2018    | 2019    | 2020   | 2021    | 2022    | 2023    |
| --------- | ------- | ------- | ------- | ------- | ------- | ------ | ------- | ------- | ------- |
| Voyageurs | 125 241 | 106 538 | 126 203 | 103 492 | 117 724 | 86 560 | 124 292 | 164 672 | 192 314 |

## Service des voyageurs

### Accueil
Gare SNCF, elle dispose d'un bâtiment voyageurs, avec guichet, ouvert tous les jours. Elle est équipée d'automates pour l'achat de titres de transport.

### Desserte

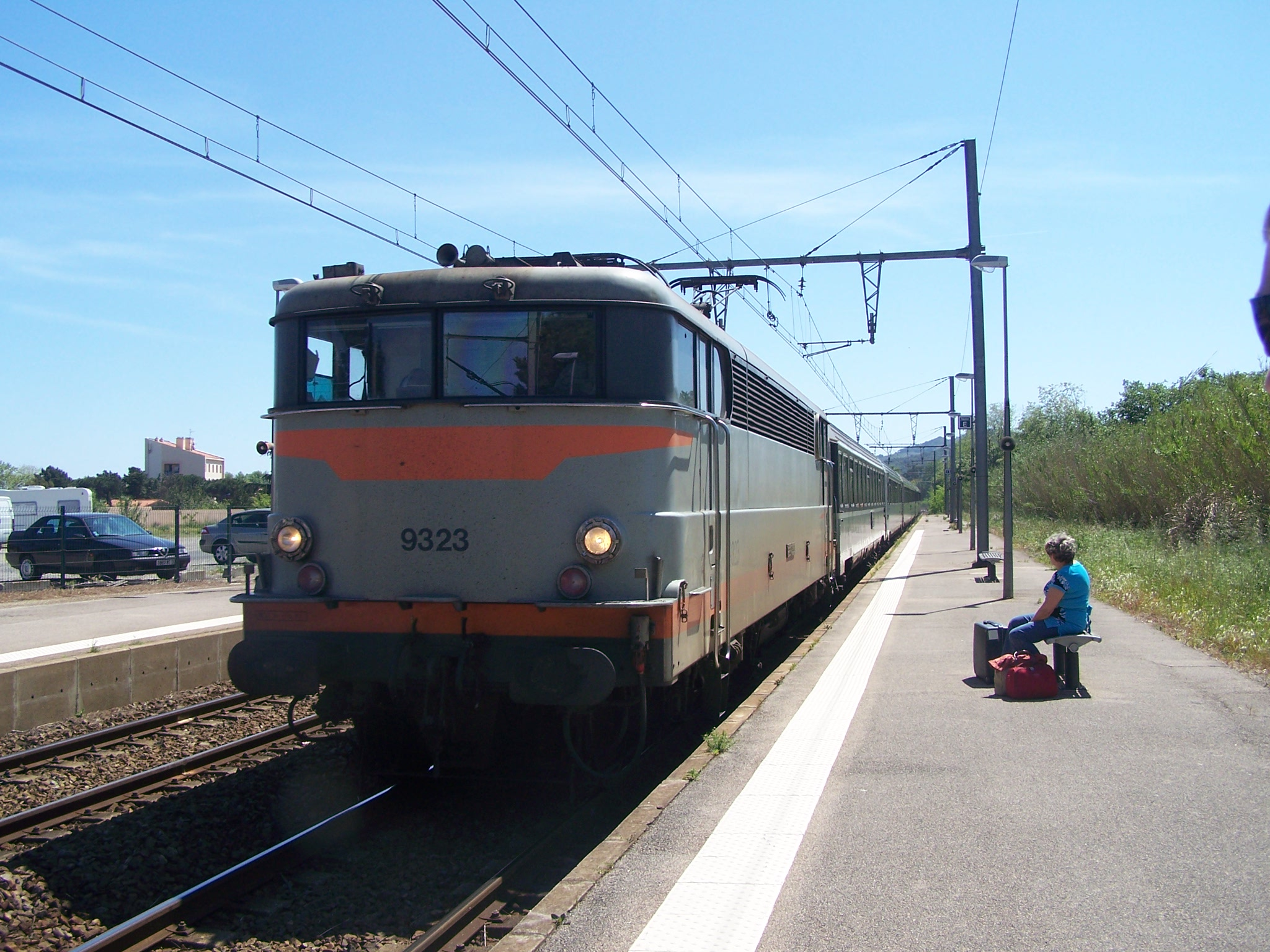
Une rame TER Languedoc-Roussillon, reliant Cerbère à Perpignan, en 2008.

Argelès-sur-Mer est desservie par des trains du réseau TER Occitanie qui circulent entre Perpignan et Cerbère. Certains trains sont prolongés au-delà de Perpignan vers Narbonne, puis Toulouse-Matabiau ou Nîmes et Avignon-Centre, tandis que d'autres sont prolongés au-delà de Cerbère vers Portbou. Le temps de trajet est d'environ 15 minutes depuis Perpignan et d'environ 30 minutes depuis Cerbère.
L'Intercités de nuit, reliant Paris-Austerlitz à Cerbère, dessert également la gare, pendant les week-ends et les vacances uniquement.

### Intermodalité
Un parc pour les vélos et un parking sont aménagés. Elle est desservie par des bus urbains.